# V SSSR není sex
„Sex v SSSR neexistuje“ (rusky в СССР секса нет) je okřídlená věta, jejímž pramenem je výrok Ljudmily Ivanovové (rusky Людмила Николаевна Иванова, Ljudmila Nikolajevna Ivanova) v televizní debatě s Američankami "Ženy mluví se ženami". Tato fráze je klasický příklad vytažení z kontextu a byla ve skutečnosti součástí odpovědí na otázku během Telemostu Leningrad-Boston, který byl vysílán 28. června 1986. Když si tehdy žena z Bostonu přes oceán stěžovala, že v televizní reklamě je plno sexu, a ptala se, jak je tomu v Sovětském svazu, chtěla prý Ivanovová do mikrofonu říci, že “v SSSR sex nemáme, máme lásku”. Ale kousek věty patrně střihač ve studiu později odstranil, než se záznam telemostu dostal na sovětské obrazovky. Pak se tomu zasmál celý Sovětský svaz a tato slova z úst Ljudmily Ivanovové se stala memem: „Pořad nebyl politicky výbušný, ale větu, že sex nemáme, si zapamatoval každý,“ vzpomíná tehdejší ruský moderátor Vladimir Pozner. Lidé pak na Ivanovovou na ulici pokřikovali a ptali se jí, jak je na tom se sexem, a na schůzi komunistické organizace jí vyčetli, jak mohla jako vdaná žena a vzorná pracovnice něco takového plácnout. Samozřejmě, účastníce tele-mostu znamenala erotiku a pornografii a ne absenci sexuálního aktu v Sovětském svazu jako skutečnosti. Zrod okřídlené věty vysvětlila Ljudmila Ivanovová reportérce stanice BBC:
| „                    | To slovo nikdo nikdy neslyšel. Mohly jsme se jen dohadovat, co ten sex je, a hádaly jsme, že nemá moc dobrý význam. | “ |
| — Ljudmila Ivanovová | |   |

Ljudmila Ivanovová byla aktivistkou Výboru sovětských žen a pracovala jako hotelová vedoucí u cestovní kanceláře „Leningrad“.